# レミ・タフィン
レミ・タフィン（Rémi Taffin、1975年3月14日 - ）は、フランス出身の自動車エンジン技術者である。

## 経歴
フランスの工学学校（グランゼコール）のひとつであるESTACAで機械工学を学んだ。
1998年にESTACAを卒業し、同年にフランスのレーシングチームであるシグナチュール・チーム（当時はフォーミュラ3を主戦場としていた）にレースエンジニアとして加入し、モータースポーツのキャリアを始めた。

### ルノー
翌1999年、ルノーに移籍した。この頃、ルノー系のスーパーテックがフォーミュラ1（F1）でエンジン供給を行っており、タフィンはエンジン担当レースエンジニアとしてそれに関与し、リカルド・ゾンタ（BAR）、ヨス・フェルスタッペン（アロウズ）の担当エンジニアを務めた。
2000年代になるとルノーがフルワークスチーム（ルノーF1）としてF1に復帰し、タフィンは当初はジェンソン・バトン、次いでフェルナンド・アロンソのエンジン担当レースエンジニアを務めた。アロンソとチームは2005年と2006年にダブルタイトルを獲得した。
2009年にトラックサイドのエンジンパフォーマンスの責任者となり、この間にコンストラクターズタイトルを4連覇（2010年 - 2013年）したレッドブル・レーシングをはじめとする各カスタマーチームへの協力を行った。2014年にはそうしたエンジン供給のオペレーションディレクターに就任した。
2016年にルノーがフルワークスチームを復帰させると、タフィンは当時のルノー・スポールF1の技術面全般の責任者となるテクニカルディレクターに任命された。その後、2021年6月に退任し、20年以上勤めたルノー（この時点でF1ではアルピーヌF1）を去った。

### オレカ
2021年12月、タフィンはオレカに加入し、テクニカルディレクターに就任した。

## エピソード
- F1では、2006年イギリスグランプリ（フェルナンド・アロンソが優勝）と、2013年日本グランプリ（セバスチャン・ベッテルが優勝）の2回、優勝コンストラクターに与えられるトロフィーを受け取るため、表彰台に立っている[7]。2006年は優勝したのはルノーだったが、2013年の時は優勝したのがレッドブル・レーシングだったため、レッドブルのシャツに着替える必要があったという[7]。